# Petra Redinger
Petra Redinger  ist eine deutsche Schauspielerin.

## Leben
Ihre erste große Rolle hatte Redinger 1970 im Fernsehspiel Bambule, in dem die Heimerziehung in der Bundesrepublik kritisiert wurde. Später spielte sie in verschiedenen Fernseh- und Kinoproduktionen mit. Ihre Schauspielausbildung erhielt sie an der Hochschule für Musik und Darstellende Kunst in Berlin.
Petra Redinger arbeitete u. a. mit Regisseuren wie Eberhard Itzenplitz, Jürgen Gosch, Jürgen Flimm, Karin Beier, Wilfried Minks, Ernst Wendt, Werner Schroeter, Dieter Giesing. Sie war mit dem Schauspieler Horst Mendroch verheiratet und lebt in Berlin.

### Nominierungen
Nominierung als Schauspielerin des Jahres 1983, 1985 und 1995

## Filmografie
- 1970: Bambule, Regie Eberhard Itzenplitz (Fernsehen)
- 1971: Deutschstunde, Regie Peter Beauvais (Fernsehen)
- 1974: Der Tod der Schneevögel, Regie Eberhard Itzenplitz (Fernsehen)
- 1979: Ein Kapitel für sich Regie E.Fechner (Fernsehen)
- 1982: Nachtasyl, Regie Jürgen Gosch (Fernsehen)
- 1984: Menschenfeind, Regie Jürgen Gosch (Fernsehen)
- 1992: Gossenkind, Regie Peter Kern, Film
- 1997: Am seidenen Faden (Fernsehen)
- 1997–1998: girl friends – Freundschaft mit Herz, Fernsehserie, ZDF
- 1998–2000: Die Anrheiner, Fernsehserie WDR
- 2004: Käthchens Traum, Regie Jürgen Flimm, Fernsehen
- 2007: Post Mortem, Fernsehen
- 2015: Harry und Dirk, Kurzfilm

## Theaterarbeit
- 1970: Schlosspark Theater Berlin
- 1972–1974: Nationaltheater Mannheim
- 1974–1986: Schauspiel Köln
- 1986–1996: Düsseldorfer Schauspielhaus
- seit 1997: Gastengagements in Köln, Düsseldorf, Bonn, Bochum, Deutsches Schauspielhaus Hamburg

## Fernsehaufzeichnungen von Theateraufführungen (WDR)
- Kinder der Sonne, Regie Werner Schroeter
- Der Menschenfeind, Regie Jürgen Gosch
- Glas, Regie Fred Berndt
- Weihnachten bei Ivanows, Regie Karin Beier
- Nachtasyl, Regie Jürgen Gosch